# Goodyera rostrata
Goodyera rostrata är en orkidéart som beskrevs av Henry Nicholas Ridley. Goodyera rostrata ingår i släktet knärötter, och familjen orkidéer. Inga underarter finns listade i Catalogue of Life.